# Richdale (Alberta)
Pour les articles homonymes, voir Richdale.
Richdale est un hameau (hamlet) de l'Aire spéciale No 2, situé dans la province canadienne d'Alberta.